# پولومور
پولومور (به ترکی استانبولی: Pülümür) شهرستانی در ترکیه است که در استان تونجلی (درسیم) واقع شده‌است. پولومور ۱٬۶۵۰ متر بالاتر از سطح دریا واقع شده‌است.
نام آن به زازاکی، پِلموریه (در برخی منابع به‌صورت پولموریه)(گ، به عثمانی: قوزیجان / کوزوجان، به ترکی: Pülümür، به ارمنی: Plurmorri Բլուրմոռի) آمده است.
پلمور در ۶۷ کیلومتری شهر مَماکیه قرار دارد. از سمت شرق با چولیگ (بینگول)، از شمال با ارزنجان، از جنوب با شهرستان نازمیه و از غرب با شهرستان پولور/واجوخ هم‌مرز است.
نام پِلموریه به‌باور برخی برگرفته از زبان ارمنی (گونهٔ غربی) است: واژهٔ plur բլուր به‌معنای "تپه" و morri մոռի به‌معنای "درخت توت سیاه"، یعنی «تپه‌ای با درخت توت سیاه». مشابه همین ساختار را در نام شهرستان پولور نیز می‌توان یافت. در زبان زازاکی، به این منطقه پوله موریه گفته می‌شود. گرچه ممکن است این نظریه تنها یک گمان باشد، اما ترکیب واژگان ارمنی «plur» و «morri» از نظر ریشه‌شناسی پذیرفتنی به‌نظر می‌رسد.
اکثر مردم پِلموریه به زبان زازاکی سخن می‌گویند و پیرو مذهب علوی هستند، اگرچه در ۲ تا ۳ روستا زبان ترکی نیز رایج است.
شهرستان پِلموریه در گذشته دارای پنج ناحیهٔ اصلی بوده است. نام این نواحی چنین است:
مرکز پِلموریه
پِردو سور
دَشتِه
اوسدام
سِتِریه

## تاریخچه
در مورد تاریخ دقیق بنیان‌گذاری پُلومور اطلاعات کافی در دست نیست. پیشینه تاریخی این شهرستان، شباهت بسیاری با تاریخ مناطق تونجلی و ارزنجان دارد. این منطقه که در آغاز تحت سلطه هوری‌ها و سپس هایاسا-آزی قرار داشت، بعداً به تصرف هیتی‌ها درآمد و در سده ۱۲ پیش از میلاد، اورارتوها بر آن چیره شدند. در سده ۷ پیش از میلاد، مادها و سپس شاهنشاهی هخامنشی این ناحیه را در قلمرو خود جای دادند و آن را بخشی از ساتراپی ارمنستان ساختند. با شکست هخامنشیان به‌دست اسکندر مقدونی، حکومت دولت‌های هلنیستی در منطقه آغاز شد. در سده دوم پیش از میلاد، پادشاهی باستانی ارمنستان که از نوادگان ساتراپ‌های هخامنشی پدید آمده بود، در خلال رقابت میان رومی‌ها و اشکانیان، اداره منطقه را به‌عنوان تابع بر عهده داشت.
در سده پنجم میلادی، این ناحیه میان بیزانس و ساسانیان تقسیم شد و به‌کرات میان این دو قدرت دست به دست شد. منطقه تا سال ۶۳۹ میلادی در تصرف امپراتوری بیزانس بود، تا آنکه به‌دست اعراب افتاد. پس از یورش‌های عرب‌ها، این سرزمین بار دیگر ضمیمه خاک بیزانس شد. با ورود خاندان سلجوقی به آناتولی در سال ۱۰۷۱، احمد غازی منگوجک، یکی از فرماندهان سلیمان‌شاه، در مناطق شمالی تونجلی ـ از جمله پُلومور ـ با مرکزیت ارزنجان، حکومت منگوجکیان را پایه‌گذاری کرد. در سال ۱۲۲۸، سلطان علاءالدین کیقباد از سلسله سلجوقیان روم، حکومت منگوجکیان را تابع خود ساخت.
پس از شکست سلجوقیان از مغولان در سال ۱۲۴۳ و زوال نهایی آن‌ها در ۱۳۱۸، در آناتولی حکومت‌های تابع ایلخانان شکل گرفت. پس از دوره‌ای کوتاه از حاکمیت قراقویونلوها، آق‌قویونلوها که در سده سیزدهم به آناتولی شرقی کوچیده بودند، با اتحاد با تُر علی‌بیگ، قدرتی فراگیر در منطقه گسترده‌ای از دیاربکر تا ارزنجان، از جمله سراسر تونجلی، به‌دست آوردند. این دولت ترکمن، با بهره‌گیری از نماد فرهنگی گوسفند، آن را به عنوان نماد خود برگزید و امروزه نیز در پُلومور و بسیاری از مناطق تونجلی می‌توان نگاره‌های آن را بر سنگ مزارها مشاهده کرد.
پس از نبرد اُتلوک‌بِلی در سال ۱۴۷۳، منطقه‌ای که پُلومور در آن جای داشت به تصرف عثمانی‌ها درآمد، اما دیری نپایید که صفویان بر آن مسلط شدند. با این حال، این وضعیت چندان نپایید و در پی نبرد چالدران در سال ۱۵۱۴، منطقه به‌طور قطعی ضمیمه قلمرو عثمانی شد. نخستین بار در سال ۱۵۱۸، در اسناد ثبت اراضی، از محل سکونت پُلومور یاد شده است. در این تاریخ، این محل با نام «پلوُموری» به‌عنوان یکی از روستاهای ناحیه قیزوچان ثبت شده بود. در سال ۱۵۶۹، ۱۵ خانوار مسلمان در آن ساکن بودند و تا سال ۱۶۴۲ این شمار به ۴۵ خانوار افزایش یافته بود. در گذشته مرکز ناحیه قیزوچان، محل سکونتی به نام ریباط بود، اما به‌دلیل وجود مسجد جامع در پُلومور و جمعیت بیشتر آن، در سال ۱۶۴۲ پُلومور به‌عنوان مرکز ناحیه برگزیده شد. از آن زمان، به‌جای نام قیزوچان، این منطقه به نام پُلومور شناخته شد. طبق سالنامه ایالت ارزروم در سال ۱۸۷۲، این ناحیه ۱۱۳ روستا داشت و جمعیت کل آن ۶۰۶۴ نفر بود. گرچه در سال‌های ۱۸۸۰ تا ۱۸۸۶ پُلومور تابع ناحیه درسیم شد، اما بعدها دوباره به تابعیت ناحیه ارزنجان درآمد. در سال ۱۹۱۴، جمعیت پُلومور به ۱۲۲۶۶ نفر رسید. در سال ۱۹۱۶ روس‌ها این منطقه را اشغال کردند، اما در ۱۷ دسامبر ۱۹۱۷ عقب‌نشینی کردند. هرچند جمعیت در دوره اشغال کاهش یافت، اما طبق سرشماری سال ۱۹۳۵، که در آن زمان پُلومور تابع استان ارزنجان بود، ۱۴۶۰۶ نفر در منطقه زندگی می‌کردند که ۱۰۰۴ نفرشان ساکن مرکز منطقه بودند. پس از تأسیس استان تونجلی در سال ۱۹۳۵، در سال ۱۹۳۸ پُلومور به یکی از شهرستان‌های این استان بدل شد. پس از شورش درسیم در سال‌های ۱۹۳۷–۳۸ و زلزله ارزنجان در سال ۱۹۳۹، در سرشماری سال ۱۹۴۰، جمعیت مرکز شهرستان دو برابر شد اما شمار ساکنان روستاها کاهش یافت.

## جغرافیا
پُلومور شهرستانی کوهستانی با ارتفاع ۱۶۵۰ متر از سطح دریاست که در شمال‌شرق استان تونجلی قرار دارد. این شهرستان در ۶۷ کیلومتری شمال‌شرق مرکز استان قرار دارد. از شرق با شهرستان‌های یایلادره و کیغی در استان بینگول، از شمال با شهرستان‌های ارزنجان، ترجان و اوزوملو در استان ارزنجان، از جنوب با شهرستان ناظمیه و از غرب با شهرستان اوواجیک هم‌مرز است. پُلومور بر سر راه اصلی ارزروم–الازیغ واقع شده و مساحتی معادل ۱۵۰۵ کیلومتر مربع دارد. این شهرستان در امتداد دره پُلومور و رود پُلومور قرار گرفته و از دیدگاه ارتباطی، پیونددهنده شرق به غرب و جنوب به شمال منطقه به‌شمار می‌رود.
پُلومور دارای ۵۰ روستاست. گرچه در دهه ۱۹۹۰ برخی از این روستاها در پی عملیات نظامی دولت علیه پ‌ک‌ک خالی از سکنه شدند، اما از دهه ۲۰۰۰ دوباره اسکان در این روستاها آغاز شد. هم‌اکنون این شهرستان فاقد بخش (بُزُک) است.
ارتفاع پِلموریه ۱۶۵۰ متر از سطح دریاست. در این منطقه کوه‌های بلند فراوانی وجود دارد، از جمله:
کوه باغیره (به ترکی: Bağır Paşa Dağı، ارتفاع: ۳۲۸۷ متر)
کوه مرجان (به ترکی: Mercan Dağları، ارتفاع: ۳۰۰۰ متر)
کوه مُنزور (به ترکی: Munzur Dağı)

در پِلموریه رودخانه‌ها و چشمه‌های بسیاری وجود دارد، از جمله:
رود پِلموریه (به ترکی: Pülümür Çayı)
رود قَرَه‌گؤل (به ترکی: Karagöl Çayı)
رود پرگینیه (به ترکی: Kırklar Çayı)
آب چکِمِی (به ترکی: Çekem Suyu)
آب آشقیره‌گه (به ترکی: Kocatepe Suyu)

برخی از چشمه‌های مشهور منطقه عبارت‌اند از:
1. تکه‌پیناری (در ناحیه گوبیرگه)

2. بِیازسو (در منطقه قره‌گؤل)

3. هِنیوی پِل (در حوالی شِنَکه)

4. سیتمه‌پینار (در روستای گومو)

5. چشمه سد (در منطقه مزرعه سلیمان‌لو)

6. چشمه باغیر (در منطقه پرگینیه)

7. چشمه چَوْرِس (در ناحیه سِتِریه، در روستاهای بَبینی (بِوِن))

8. چشمه قاراگؤز (در منطقه گورک)

## اقلیم
پُلومور دارای آب‌وهوای قاره‌ای است. تابستان‌ها گرم و خشک و زمستان‌ها پربرف و بسیار سرد است. متوسط مدت‌زمان ماندگاری برف بر زمین، پنج ماه در سال است.

## جمعیت
براساس داده‌های آماری TÜİK در سال ۲۰۲۰، جمعیت شهرستان پُلومور ۳۳۵۱ نفر است که از این تعداد، ۱۳۴۳ نفر در مرکز شهرستان زندگی می‌کنند. جمعیت پُلومور و روستاهای آن همواره در حال کاهش بوده است، به‌گونه‌ای که از ۶۶ روستای شهرستان، در سال ۱۹۹۳ به‌دلیل کاهش جمعیت، شخصیت حقوقی ۱۷ روستا لغو شد و تنها ۴۹ روستا دارای شخصیت حقوقی باقی ماند.
در پی زمین‌لرزه‌های ۱۳ مارس ۱۹۹۲ (ارزنجان)، ۱۵ دسامبر ۱۹۹۵، و نهایتاً ۲۷ ژانویه ۲۰۰۳، موجی از مهاجرت از منطقه به خارج روی داد که باعث کاهش قابل توجه جمعیت شهرستان شد.